# Marcel Dalio
Marcel Blauschild, dit Marcel Dalio ou simplement Dalio, est un acteur français, né le 23 novembre 1899 à Paris, où il est mort le 18 novembre 1983.

## Biographie

### Débuts
Marcel Benoit Blauschild naît le 23 novembre 1899 au 33 rue de la Bûcherie, dans le 5e arrondissement de Paris, du mariage d'Isidore Blauschild, maroquinier, et de Sarah Cerf, femme de ménage, tous deux des Juifs d'origine roumaine.Trop jeune pour être appelé sous les drapeaux, il s'engage en août 1917 dans l'artillerie lourde. Il se distingue par son courage, notamment pendant l'offensive de Villers-Cotterêts en juillet 1918, et est décoré de la croix de guerre.
Démobilisé en 1919, il effectue un bref passage au Conservatoire d'art dramatique puis débute, dans les années 1920, au cabaret et dans des revues de music-hall alors en vogue. Au début des années 1930, le cinéma s'intéresse à lui. Il tourne un premier court-métrage en 1931, Les Quatre Jambes de Marc Allégret. Son visage expressif devient célèbre dans Pépé le Moko (sorti en 1937) de Julien Duvivier, La Grande Illusion (1937) et La Règle du jeu (1939) de Jean Renoir.

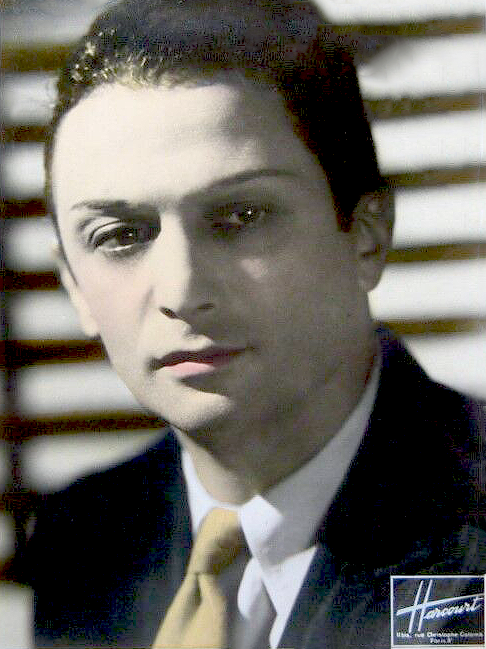
Dalio en 1937 (Studio Harcourt).

À ses débuts, il vit dans un petit appartement avec son ami Pierre Brasseur, dont il partage le goût pour les prostituées, pour l'alcool et accessoirement pour la drogue. Il épouse en 1936 l'actrice d'origine roumaine Jany Holt, dont il divorce en 1939 pour se remarier avec l’actrice Madeleine Lebeau.

### Hollywood
Prometteuse, sa carrière française est cependant interrompue lorsque l’Allemagne envahit la Pologne le 1er septembre 1939. D’origine juive, Marcel Dalio s'enfuit avec sa femme au Portugal. À Lisbonne, ils achètent deux visas pour le Chili à un fonctionnaire corrompu. À leur arrivée à Mexico, les visas se révèlent des faux grossiers. Dalio et Madeleine Lebeau risquant la déportation, ils en appellent au droit d’asile. Le Canada leur délivre des visas temporaires : ils gagnent Montréal.
Dalio et son épouse sont invités par des amis à Hollywood. Ils entament une carrière dans le cinéma américain : ils apparaissent tous deux dans Casablanca (1942) de Michael Curtiz, aux côtés d'Humphrey Bogart et d'Ingrid Bergman ; Marcel y joue Émile, un croupier — petit rôle qui lui permet cependant de se faire connaître aux États-Unis — et Madeleine incarne Yvonne, l’amoureuse abandonnée par Humphrey Bogart. Le couple divorce l’année suivante.
En France, la propagande antisémite sévit. De quelques photos publicitaires de Dalio est tirée une série d’affiches où l'acteur fait figure de « Juif typique ». Réalisé en 1938, le film Entrée des artistes ressort sur les écrans en juillet 1944. Toutes les scènes où  apparaissait Dalio sont tournées de nouveau avec un acteur non juif, Alfred Pasquali, mais le son de sa voix est conservé.

### Retour en France
Dalio tourne encore dans Le Port de l'angoisse (1944) d'Howard Hawks, avant de rentrer en France à la Libération. Toute sa famille a disparu dans les centres d'extermination nazis et on ne lui offre plus au cinéma, comme il le dira lui-même, que des rôles de « fou, de demi-fou, ou de quart de fou ». On le voit notamment dans Dédée d'Anvers (1947) d'Yves Allégret, où il incarne le souteneur de Simone Signoret, et dans Les Amants de Vérone (1948) d'André Cayatte, où il joue un tueur fou.
Hollywood le rappelle régulièrement pour lui confier des rôles secondaires de Français. On le voit ainsi dans La Veuve joyeuse de Curtis Bernhardt (1952), Les Neiges du Kilimandjaro d’Henry King (1952) et Les hommes préfèrent les blondes d’Howard Hawks (1953).
Il renoue avec la comédie dans Les Aventures de Rabbi Jacob de Gérard Oury (1973), où il interprète le rôle-titre, et dans L'Aile ou la Cuisse de Claude Zidi (1976). À la même époque, il apparaît dans plusieurs films érotiques, voire pornographiques : il compose ainsi un personnage décalé dans La Bête de Walerian Borowczyk (1975).
En 1977, il participe au Festival de Cannes avec La Communion solennelle, deuxième film de René Féret. La même année, il tourne son dernier grand rôle dans Le Paradis des riches, unique film de Paul Barge.
Parallèlement, il mène dès les années 1920 une riche carrière théâtrale. Il interprète notamment Les Tricheurs  de Steve Passeur, Les Temps difficiles d'Édouard Bourdet, Tartuffe de Molière, La Cerisaie d'Anton Tchekhov et Par-dessus bord de Michel Vinaver.
À la télévision, il incarne Fagin dans Oliver Twist (1962) de Jean-Paul Carrère puis joue dans Les Compagnons d'Eleusis (1974) de Claude Grinberg et La Famille Cigale (1977) de Jean Pignol.

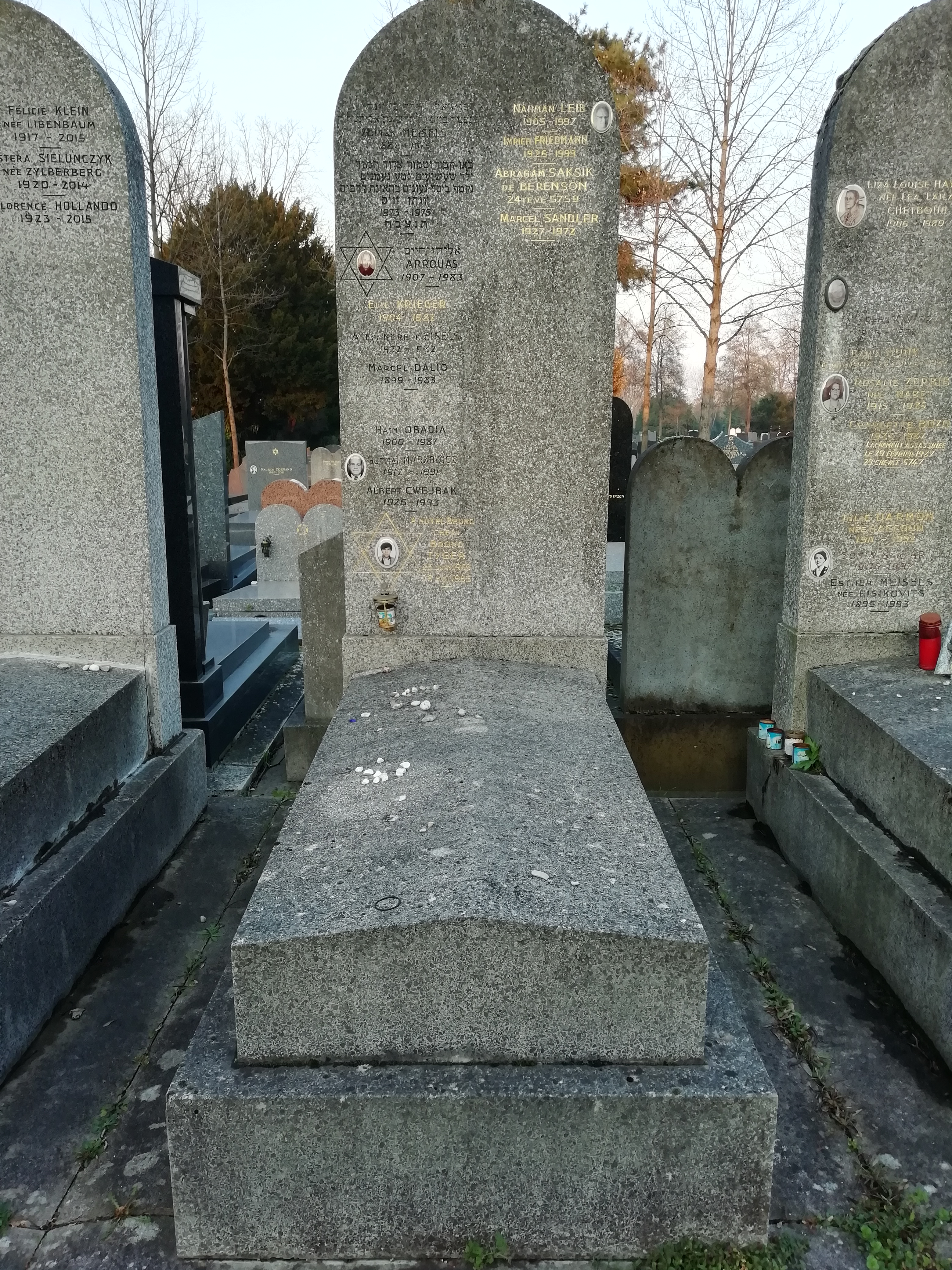
Tombe de Marcel Dalio au cimetière parisien de Bagneux (division 106).

En 1974, l’acteur Jean Rochefort lui consacre le court-métrage T'es fou Marcel... Marcel Dalio publie en 1976, aux éditions Jean-Claude Lattès, un livre de souvenirs recueillis par Jean-Pierre de Lucovich intitulé Mes années folles.

### Vie privée
Marcel Dalio s’est marié trois fois :
- le 8 février 1936, à Neuilly-sur-Seine, avec Jany Holt née Ecaterina Vladesco, le divorce a été prononcé le 10 juillet 1939 à Paris ;
- le 30 octobre 1939, à Antony, avec Madeleine Lebeau, le divorce a été prononcé le 29 juillet 1943 à Los Angeles ;
- le 7 janvier 1981, à Los Angeles, avec Madeleine Prime (décédée en 2020).

### Mort
Marcel Dalio est retrouvé mort dans son appartement, au no 30 Avenue du Président-Kennedy dans le 16e arrondissement, le 19 novembre 1983 ; l’autopsie pratiquée indique que son décès est intervenu entre le 15 et le 18. Il est inhumé au cimetière parisien de Bagneux, dans la 106e division.

## Théâtre
- 1924 : L'Oiseau vert de Paul Colline et René Ferréol, théâtre des Deux Ânes
- 1924 : Hé ris haut ! de Paul Colline et Georges Merry, théâtre des Deux Ânes
- 1925 : Grisou de Pierre Brasseur, mise en scène René Rocher, théâtre du Vieux-Colombier - collaboration à l'écriture
- 1932 : Le progrès s'amuse de Rip, théâtre des Capucines : Max Maurey
- 1934 : Les Temps difficiles d'Édouard Bourdet, théâtre de la Michodière (création) : Bob Laroche
- 1938 : Le Corsaire de Marcel Achard, mise en scène Louis Jouvet, théâtre de l'Athénée : B.-W. Ley
- 1966 : Seule dans le noir de Frederick Knott, adaptation Raymond Castans, mise en scène Raymond Rouleau, théâtre Édouard-VII : Roat
- 1971 : L'Indien cherche le bronx d'Israël Horovitz, mise en scène Michel Fagadau, théâtre de la Gaîté-Montparnasse : l'Indien
- 1971 : La Cerisaie d'Anton Tchekhov, mise en scène Pierre Debauche, Maison de la Culture Nanterre : Gaev
- 1973 : Par-dessus bord de Michel Vinaver, mise en scène Roger Planchon, Théâtre national populaire Villeurbanne : M. Cohen

## Filmographie

### Cinéma

#### Longs métrages

##### Comme acteur
- 1931 : Le Dandy masqué d'André Chotin (court-métrage)
- 1931 : Les Quatre Jambes de Marc Allégret : Edgar Landres, l'amant (court-métrage)
- 1931 : Le Collier de Marc Allégret (court-métrage)
- 1931 : Olive passager clandestin de Maurice de Canonge
- 1932 : Une nuit à l'hôtel de Leo Mittler : Jérôme
- 1934 : Les Affaires publiques de Robert Bresson : le speaker / le sculpteur / le capitaine des pompiers / l'amiral (court-métrage)
- 1935 : Turandot, princesse de Chine de Gerhard Lamprecht et Serge Veber : Hippolyte
- 1935 : Retour au paradis de Serge de Poligny : le notaire
- 1936 : Le Golem de Julien Duvivier : un rabbin
- 1936 : Quand minuit sonnera de Léo Joannon
- 1936 : Un grand amour de Beethoven d'Abel Gance : Steiner
- 1937 : Pépé le Moko de Julien Duvivier : L'Arbi
- 1937 : Le Chemin de Rio de Robert Siodmak : Pérez, le lanceur de couteaux
- 1937 : L'Homme à abattre de Léon Mathot
- 1937 : Marthe Richard, au service de la France de Raymond Bernard : Pedro
- 1937 : Les Perles de la couronne de Sacha Guitry et Christian-Jaque : le ministre abyssinien
- 1937 : La Grande Illusion de Jean Renoir : le lieutenant Rosenthal
- 1937 : Sarati le terrible de André Hugon : Benoît
- 1937 : Naples au baiser de feu de Augusto Genina : le photographe
- 1937 : Miarka, la fille à l'ourse de Jean Choux : le maire
- 1938 : Les Pirates du rail de Christian-Jaque : un mercenaire
- 1938 : Mollenard de Robert Siodmak : Happy Jones
- 1938 : Chéri-Bibi de Léon Mathot : le donneur
- 1938 : La Maison du Maltais de Pierre Chenal : Matteo
- 1938 : Entrée des artistes de Marc Allégret : le juge d'instruction
- 1938 : Conflit de Léonide Moguy : l'usurier
- 1939 : L'Esclave blanche de Marc Sorkin : le sultan Soliman
- 1939 : La Tradition de minuit de Roger Richebé : Édouard Mutter, l'antiquaire
- 1939 : La Règle du jeu de Jean Renoir : Robert de la Cheynest
- 1939 : Le Bois sacré de Robert Bibal et Léon Mathot : Zakouskine, le danseur
- 1940 : Tempête de Dominique Bernard-Deschamps : Barel
- 1941 : Shanghaï (The Shanghai Gesture) de Josef von Sternberg :  Marcel
- 1941 : Une nuit à Lisbonne (One Night in Lisbon) d'Edward H. Griffith : le concierge
- 1941 : Associés sans honneur (Unholy Partners) de Mervyn LeRoy : Molyneaux
- 1942 : Jeanne de Paris de Robert Stevenson
- 1942 : Le Pilote de la mort (Flight Lieutenant) de Sidney Salkow : Marcel Faulet
- 1942 : Enfants en exil (The Pied Piper) de Irving Pichel : Focquet
- 1942 : Six destins de Julien Duvivier : le frère de Santelli
- 1942 : Casablanca de Michael Curtiz : Emil
- 1943 : Obsessions ou La Chair et l'Esprit de Julien Duvivier : un clown
- 1943 : Tonight We Raid Calais de John Brahm : Jacques Grandet
- 1943 : Tessa, la nymphe au cœur fidèle de Edmund Goulding : Georges
- 1943 : Paris After Dark de Léonide Moguy : Michel
- 1943 : Le Chant du désert (The Desert Song) de Robert Florey : Tarbouch
- 1943 : Le Chant de Bernadette de Henry King : Callet, policier
- 1944 : Intrigue à Damas (Action in Arabia) de Léonide Moguy : Chakka
- 1944 : Une belle fille (Pin Up Girl) de Bruce Humberstone : Pierre
- 1944 : Le Président Wilson de Henry King : Georges Clemenceau
- 1944 : Le Port de l'angoisse de Howard Hawks : Gérard
- 1944 : Les Conspirateurs de Jean Negulesco : le croupier
- 1945 : Une cloche pour Adano de Henry King : Zito
- 1946 : Son dernier rôle de Jean Gourguet : Ardouin
- 1946 : Pétrus de Marc Allégret : Luciani
- 1947 : Le Port de la tentation (Temptation Harbour) de Lance Comfort : l'inspecteur Dupré
- 1947 : Les Maudits de René Clément : Larga
- 1947 : Erreur judiciaire de Maurice de Canonge
- 1948 : Dédée d'Anvers d'Yves Allégret : Marco
- 1948[8] : Snowbound de David MacDonald : Stefano Valdini
- 1948 : Sombre Dimanche de Jacqueline Audry : Max
- 1949 : Menace de mort ou Aventure à Pigalle de Raymond Leboursier : Denis
- 1949 : Les Amants de Vérone d'André Cayatte : Amedeo Maglia
- 1949 : Hans le marin de François Villiers : Aime, le voleur
- 1949 : Portrait d'un assassin de Bernard Roland : Fred
- 1949 : Maya de Raymond Bernard : le steward
- 1950 : Black Jack de Julien Duvivier : le capitaine Nikarescu
- 1951 : Porte d'Orient de Jacques Daroy : Zarapoulos
- 1951 : Sur la Riviera de Walter Lang : Philippe Lebrix
- 1951 : Riche, jeune et jolie de Norman Taurog : Claude Duval
- 1952 : Nous irons à Monte-Carlo de Jean Boyer : l'impresario Poulos
- 1952 : Les Rois de la couture de Mervyn LeRoy : Pierre
- 1952 : Les Neiges du Kilimandjaro de Henry King : Émile
- 1952 : La Veuve joyeuse de Curtis Bernhardt : le sergent de police
- 1952 : Sacré Printemps de Richard Fleischer : grand-père Bonnard
- 1953 : Les hommes préfèrent les blondes de Howard Hawks : un magistrat
- 1953 : Vol sur Tanger de Charles Marquis Warren : Goro
- 1954 : La Patrouille des sables de René Chanas : Maillard
- 1954 : Tres hombres van a morir (version espagnole du précédent) de Feliciano Catalán
- 1954 : Mademoiselle Porte-bonheur (Lucky Me) de Jack Donohue : Anton
- 1954 : Sabrina de Billy Wilder : le baron Saint-Fontanel
- 1955 : Les Amants du Tage de Henri Verneuil : Porfirio
- 1955 : Razzia sur la chnouf de Henri Decoin : Paul Liski
- 1955 : L'Enfer de Diên Biên Phu (Jump Into Hell) de David Butler : Sergent Taite
- 1956 : Immortel Amour (Miracle in the Rain) de Rudolph Maté : Marcel, serveur
- 1956 : Anything Goes de Robert Lewis : le capitaine du navire
- 1956 : Istanbul (Istambul) de Joseph Pevney
- 1957 : Dix mille chambres à coucher (Ten Thousand Bedrooms) de Richard Thorpe : Vittorio Cisini
- 1957 : Porte de Chine de Samuel Fuller : Père Paul
- 1957 : Le soleil se lève aussi de Henry King : Zizi
- 1957 : Contrebande au Caire de Richard Thorpe : Toto del Aro
- 1958 : C'est la guerre ou Escadrille Lafayette de William A. Wellman : l'instructeur
- 1958 : Vacances à Paris de Blake Edwards : Henri Valentin
- 1959 : L'Homme qui comprend les femmes de Nunnally Johnson : Le Marne
- 1959 : Confidences sur l'oreiller de Michael Gordon : Pierot
- 1960 : Can-Can de Walter Lang : André
- 1960 : Classe tous risques de Claude Sautet : Arthur Gibelin
- 1960 : Le Bal des adieux de Charles Vidor et George Cukor : Chelard
- 1961 : Le Diable à 4 heures de Mervyn LeRoy : Gaston
- 1962 : La Loi des hommes de Charles Gérard : l'avocat Plautet
- 1962 : Cartouche de Philippe de Broca : Malichot
- 1962 : Le Petit Garçon de l'ascenseur de Pierre Granier-Deferre : Antonio
- 1962 : La Sage-femme, le Curé et le Bon Dieu (Jessica) d'Oreste Palella (it) et Jean Negulesco : Luigi Tuffi
- 1962 : Le Diable et les Dix Commandements de Julien Duvivier : le bijoutier
- 1963 : L'Abominable Homme des douanes de Marc Allégret : Gregor
- 1963 : Le Dernier de la liste de John Huston : Max
- 1963 : La Taverne de l'Irlandais de John Ford : le père Cluzeot
- 1964 : À couteaux tirés de Charles Gérard : Jean Grégor
- 1964 : La mariée a du chien (Wild and Wonderful) de Michael Anderson : Dr Reynard
- 1964 : Le Monocle rit jaune de Georges Lautner : Elie Mayerfitsky
- 1965 : Un monsieur de compagnie de Philippe de Broca : Krieg von Spiel
- 1965 : Le Dix-septième ciel de Serge Korber : le maître d'hôtel
- 1965 : Lady L de Peter Ustinov : Sapper
- 1966 : Made in Paris de Boris Sagal : Georges
- 1966 : Comment voler un million de dollars de William Wyler : Senior Paravideo
- 1966 : Tendre Voyou de Jean Becker : le père de Véronique
- 1967 : La Vingt-cinquième Heure de Henri Verneuil : Strul
- 1967 : Le Plus Vieux Métier du monde, section « Aujourd'hui » de Claude Autant-Lara : maître Vladimir Leskov
- 1968 : Adorablement vôtre de Jerry Paris : Louis
- 1969 : Justine de George Cukor : le consul général de France
- 1969 : Du blé en liasses d'Alain Brunet : Vanessian
- 1970 : Catch 22 de Mike Nichols : le vieil homme dans le bordel
- 1970 : L'Insurgé de Martin Ritt : le promoteur français
- 1971 : Papa les p'tits bateaux de Nelly Kaplan : Boudu, le clochard
- 1971 : L'amour c'est gai, l'amour c'est triste de Jean-Daniel Pollet : M. Paul
- 1971 : Aussi loin que l'amour de Frédéric Rossif : Le milliardaire
- 1972 : Les Yeux fermés de Joël Santoni : le vieux monsieur
- 1973 : La Punition de Pierre-Alain Jolivet : le Libanais
- 1973 : Les Aventures de Rabbi Jacob de Gérard Oury : Rabbi Jacob
- 1974 : Que la fête commence... de Bertrand Tavernier : le noble suffocant au repas
- 1974 : Dédé la tendresse de Jean-Louis Van Belle
- 1974 : Ursule et Grelu de Serge Korber : le réceptionniste
- 1975 : La Vie sentimentale de Walter Petit ou Hard Love (version hardcore) de Serge Korber : le maître d'hôtel
- 1975 : Trop c'est trop de Didier Kaminka : Saint Pierre
- 1975 : La Chatte sur un doigt brûlant de Cyrille Chardon : Hector Franbourgeois
- 1975 : La Bête de Walerian Borowczyk : le duc de Balo
- 1975 : Le Faux-cul de Roger Hanin : Cohen
- 1976 : L'Ombre des châteaux de Daniel Duval : père Renard
- 1976 : L'Aile ou la Cuisse de Claude Zidi : le tailleur
- 1976 : Madame Claude de Just Jaeckin
- 1977 : La Communion solennelle de René Féret : Charles Gravet vieux
- 1978 : Une page d'amour de Maurice Rabinowicz : le père de Fanny
- 1978 : Boum à l'hosto ou Chaussette surprise de Jean-François Davy : Monsieur L'Église
- 1978 : Le Paradis des riches de Paul Barge : Mathieu
- 1980 : L'Honorable Société d'Anielle Weinberger : Marcel
- 1980 : Brigade mondaine : Vaudou aux Caraïbes de Philippe Monnier : Mazoyer
- 1980 : Erich von Stroheim, the Man You Love to Hate, documentaire de Patrick Montgomery

##### Moyen métrage
- 1931 : Olive passager clandestin de Maurice de Canonge : Caravanos

##### Courts-métrages
- 1931 : Les Quatre Jambes de Marc Allégret : Edgar Landres, l'amant
- 1931 : Le Collier de Marc Allégret
- 1934 : Les Affaires publiques de Robert Bresson : le speaker / le sculpteur / le capitaine des pompiers / l'amiral
- 1974 : T'es fou Marcel... de Jean Rochefort : lui-même
- 1979 : Jean Renoir de Moïse Maatouk : commentaire
- 1979 : Le Blanc des yeux de Henry Colomer : l'inventeur

##### Comme scénariste
- 1938 : Grisou de Maurice de Canonge[9]

### Télévision

#### Téléfilms
- 1964 : American in Paris : Michel
- 1970 : La Pomme de son œil : le vieux monsieur
- 1972 : La Canne
- 1973 : Les Mécontents de Bernard Guillou : le comte des Tournelles
- 1973 : La Regrettable Absence de Terry Monaghan : Spryridion
- 1974 : Un bon patriote : la baronne von Epp
- 1977 : La Mort amoureuse : M. Creator
- 1982 : Les Sept Jours du marié : le marchand de stylos
- 1982 : Ultimatum : le parrain de la maffia
- 1982 : Les Longuelune : Lord Exeter

#### Séries télévisées
- 1954 : Private Secretary (série télévisée) : Armende
- 1954 : The Ford Television Theatre (en) : Claude Lebec
- 1955 : Chasse au crime : Roger Vezenay
- 1955 : TV Reader's Digest : le baron
- 1955-1956 : Casablanca : le capitaine Renaud
- 1958 : Alfred Hitchcock présente : Marcel Marchand
- 1958 : Peter Gunn : Antoine
- 1959 : Maverick : le baron Dulot
- 1960 : Les Aventuriers du Far West : Victor Rosseau
- 1960 : 77 Sunset Strip : Dr Pierre Carnet / Moreau
- 1960 : General Electric Theater : Michel
- 1960-1961 : Aventures dans les îles : Giraud / Maurice
- 1962 : Le Théâtre de la jeunesse : Oliver Twist : Fagin
- 1963 : Ben Casey : Dr Ernest Joffre
- 1967 : Malican père et fils : Le patron
- 1968 : Les Dossiers de l'Agence O : Hubert Moss
- 1969 : Sial IV : Machiavel
- 1970 : Les Enquêteurs associés
- 1975 : Les Compagnons d'Eleusis de Claude Grinberg : Mafel
- 1976 : Bonjour Paris : l'oncle ambassadeur
- 1976 : Les Cinq Dernières Minutes de Claude Loursais : Salmalowitz
- 1977 : La Famille Cigale : Rafaelo
- 1977 : Un juge, un flic : Fernand di Bono
- 1979 : Les Amours de la Belle Époque : Jean
- 1979 : Médecins de nuit de Nicolas Ribowski, épisode : Palais Royal (série télévisée) : le vieux médecin

## Publications
- Marcel Dalio, Mes années folles, récit recueilli par Jean-Pierre de Lucovich, Paris, Jean-Claude Lattès, 1976 ; réédition Ramsay poche cinéma, 1986  (ISBN 2-85956-480-2)